# Andalusische Bevrijding

Vlag van de Andalusische Bevrijding

Andalusische Bevrijding (Spaans: Liberación Andaluza; LA) was een Andalusische nationalistische en onafhankelijke politieke partij in Andalusië. Bij de Andalusische verkiezingen van 1986 kreeg LA 5.996 stemmen (0,18%). Het platform werd in 1989 ontbonden, althans als een "politieke beweging", vanwege het beperkte succes.

## Ideologie
LA mengde de ideeën van Blas Infante met islamitisch neo-andalusisme, vertegenwoordigd door de Yama'a Islámica de Al-Andalus. LA stelde een officiële status voor de Arabische taal in de regio voor. LA was openlijk onafhankelijk. LA dacht dat de islam geen religie zelf was, maar de uitdrukking van het Andalusische culturele 'genie en stijl'.
LA was irredentistisch en pleitte voor een uitgebreid Andalusië bestaande uit de huidige autonome regio's Andalusië en Murcia, de provincie Badajoz in Extremadura, Albacete in Castilla-La Mancha, de Portugese Algarve en Gibraltar. LA was tegen de Capitulaties van Granada en een vermeend proces van kolonisatie van Andalusië door Spanje.